# Kniphofia nubigena
Kniphofia nubigena är en grästrädsväxtart som beskrevs av Gottfried Wilhelm Johannes Mildbraed. Kniphofia nubigena ingår i Fackelliljesläktet som ingår i familjen grästrädsväxter. Inga underarter finns listade i Catalogue of Life.